# Saga dels Fóstbrœðra
La saga dels Fóstbrœðra  (Saga dels germans de sang) és una de les sagues islandeses. Relata les vicissituds dels germans de sang Torgeirr i Tormódr a la primeria del segle xi a Islàndia i altres indrets. La versió que conté Hauksbók de Haukr Erlendsson és més curta que altres que n'han sobreviscut, però és molt més concisa. S'especula que la saga s'escrigué entre 1230 i 1270.

## Trama
Torgeirr és un poderós i valent guerrer, capaç de matar per una ximpleria o per diversió. Tormóðr també és un guerrer, i alhora poeta i doner. La saga enclou poemes de la seua autoria, entre aquests un de dedicat al seu amic.
L'existència de diferents versions ha afavorit una certa controvèrsia sobre la versió canònica; les crítiques s'han centrat en "clàusules" que no concorden amb l'estil general de l'obra.